# Barilino

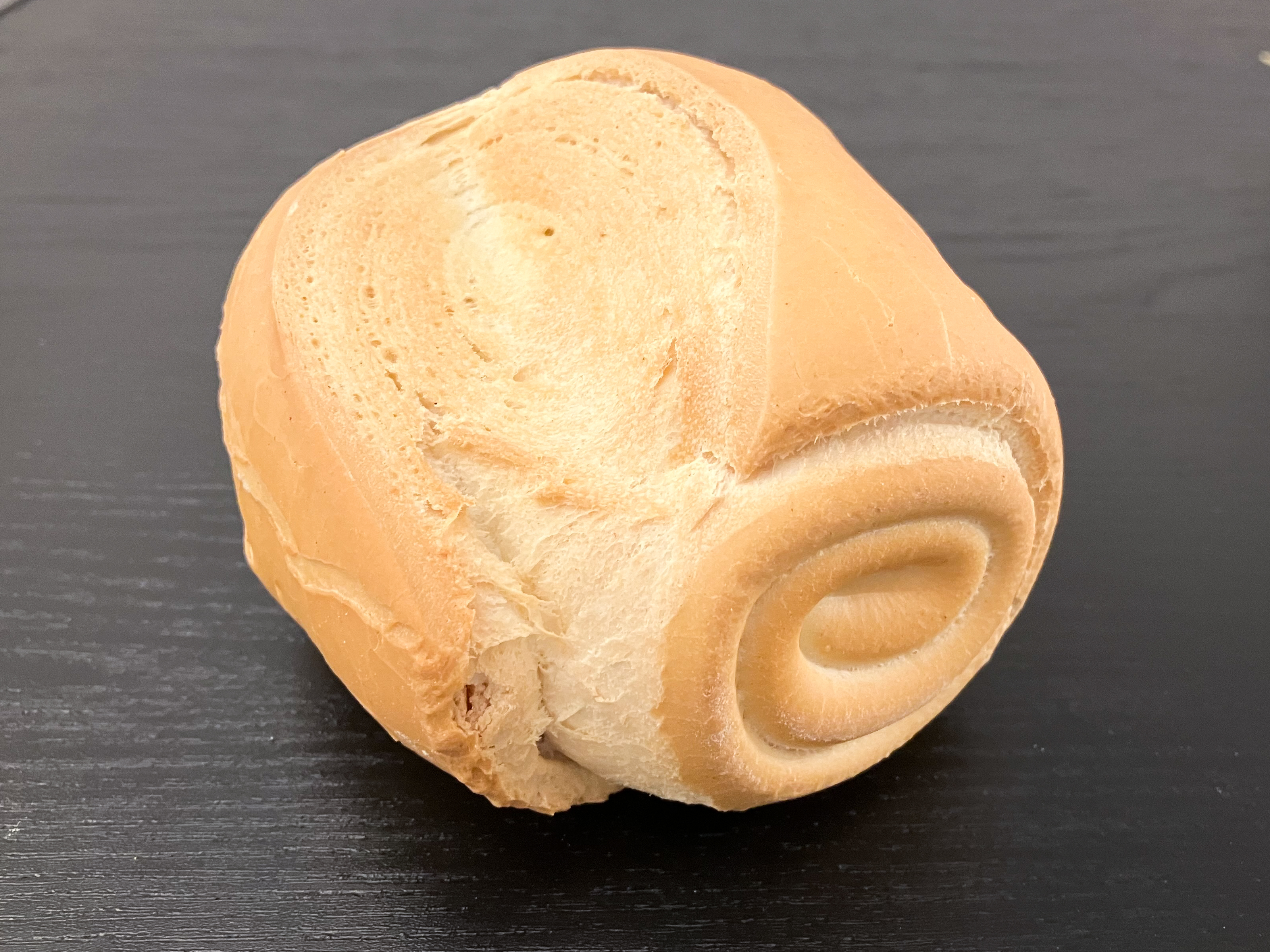

El barilino es un pan blanco de pequeño tamaño típico de Emilia Romaña, en Italia, y más particularmente de su capital, la ciudad de Bolonia. Contiene harina de trigo, agua y levadura de panadero. La tradición de este panecillo data de, por lo menos, el siglo xvi.

## Elaboración
Se considera un pane di pasta dura o ‘pan de masa dura’ (tipo candeal), por lo que la masa debe pasar un intenso proceso de briega o refinado, que consiste en enrollar una tira de masa y amasarla con rodillo sucesivas veces, durante un tiempo que se puede extender hasta los 20 minutos. Finalmente, su característica forma se logra extendiendo la tira de masa, y simplemente enrollarla sobre sí misma. Se deja fermentar hasta que duplique su tamaño y se greña por la mitad con una incisión profunda.